# Vlaamse Adviesraad voor Innoveren en Ondernemen
De Vlaamse Adviesraad voor Innoveren en Ondernemen (VARIO) is een strategische adviesraad die de Vlaamse Regering adviseert in verband met het wetenschaps-, innovatie- en industriebeleid.
Bij besluit van de Executieve van 17 juli 1985 werd, onder impuls van Executievevoorzitter Gaston Geens, de Vlaamse Raad voor Wetenschapsbeleid (VRWB) opgericht. Op 18 februari 1986 werd de raad geïnstalleerd. Met het decreet van 15 december 1993 kreeg de raad een decretale basis.
Bij decreet van 30 april 2009 en met ingang van 1 januari 2010 werd de raad omgevormd tot de strategische adviesraad Vlaamse Raad voor Wetenschap en Innovatie (VRWI).
In het Vlaams regeerakkoord van juli 2014 werd overeengekomen om de VRWI op te heffen. Dit kwam als een complete verrassing voor de VRWI. Bij decreet van 23 december 2016 gebeurde deze afschaffing ook. De VRWI werd evenwel, samen met de Industrieraad, vervangen door de nieuwe "Vlaamse Adviesraad voor Innoveren en Ondernemen" (VARIO) per 1 januari 2017, die werd opgericht bij besluit van 14 oktober 2016. Waar VRWI een eigen rechtspersoon was, werd VARIO ingebed bij het Departement Economie, Wetenschap en Innovatie.
VARIO bestaat uit 10 leden (VRWI bestond uit 20), waaronder een voorzitter, aangesteld door de Vlaamse Regering.
Voorzitters:
- 1986-1990 (VRWB): Theo Peeters
- 1990-1994 (VRWB): Jef Roos
- 1994-1995 (VRWB): André Oosterlinck
- 1995-2003 (VRWB): Roger Dillemans
- 2003-2009 (VRWB): Karel Vinck
- 2010-2016 (VRWI): Dirk Boogmans
- 2017- (VARIO): Lieven Danneels

Er is ook een Federale Raad voor Wetenschapsbeleid, die bij het Federaal Wetenschapsbeleid hoort.